# Google Fordító
A Google Fordító (Google Translate) a Google 2007-ben bevezetett gépi fordítási szolgáltatása. A Google Fordító, ellentétben a többi fordítóval, nem nyelvtani, hanem statisztikai elemzést alkalmaz. Ehhez nagy mennyiségű kétnyelvű szöveg szükséges. Kezdetben a Google a SYSTRAN-t használta fordításra, ami a Babel Fish, AOL és a Yahoo! fordítási szolgáltatásának alapját képezte. Mikor saját fordítási szoftverével lecserélte a SYSTRAN-t, elsőnek a Google az ENSZ dokumentumait dolgozta fel, melyek elérhetőek voltak az ENSZ összes hivatalos nyelvén (arab, kínai, angol, francia, orosz, spanyol). A program algoritmusa öntanuló, továbbá a felhasználók is segíthetik a fordítást, fordítási javaslatokat adhatnak, melyek bekerülnek a következő változatba, így a fordítás minőségének javulására lehet számítani. 2009. november 19-én lépett ki a béta státuszból.

## Képességek és korlátok
A szolgáltatás korlátozza az egyszerre lefordítható bekezdések számát. Lehetséges a forrásnyelven keresést megadni oly módon, hogy a keresőkifejezést először lefordítsa a célnyelvre, majd a keresési találatokat visszafordítsa az eredeti nyelvre, ily módon értelmezhetővé téve az idegen nyelvű találatokat. Lehetőség van alternatív fordítások kiválasztására, valamint a „nyelvfelismerés” használatával a forrásszöveg nyelvének gépi felismertetésére is.
A Google fordítójának, más gépi fordítóeszközökhöz hasonlóan, korlátozottak a képességei. Bár alkalmas arra, hogy az olvasó képet alkosson egy idegen nyelvű szöveg körülbelüli tartalmáról, általában nem képes pontos fordítást adni. Bizonyos nyelvpárokkal jobban működik a fordítás, mint másokkal, például 2010-ben a franciáról angolra fordítás minősége igen jónak volt mondható; a szabályalapú gépi fordítás azonban jobban teljesít, ha a fordítandó szöveg rövid; ez különösen meglátszik a kínairól angolra fordítás minőségén.
A görög, dévanágari, cirill és arab írásrendszerű szövegeket a Google Fordító képes automatikusan átírni a latin írásrendszerű fonetikus megfelelőikből.

### Böngészőintegráció
Több a Google Fordítóhoz kapcsolódó Firefox-kiegészítő létezik, melyek jobb egérkattintással elérhetővé teszik a fordítási szolgáltatást.
A Google Chrome böngészőhöz is létezett ilyen célú bővítmény; 2010 februárjában integrálták a böngészőbe.

### Android verzió
A Google Fordító ingyenesen letölthető alkalmazásként hozzáférhető az Android okostelefon-operációsrendszerhez. Az első verzió 2010 januárjában jelent meg, az még a böngészőben futó változattal megegyezően működött. A mobilos változat sajátosságai közé tartozik az SMS-fordítás és a fordítások előzményeinek tárolása. Egy fejlettebb verziót jelentettek meg 2011. január 12-én, ebben alfaverziójú képességként jelen van a „Conversation Mode”, azaz beszélgetés-üzemmód támogatása az angol–spanyol nyelvpáros között, lehetővé téve egy közelben lévő, más anyanyelvű beszélővel a folyékony kommunikációt. Az alkalmazás 53 nyelvet támogat, a beszédbevitel 15 nyelv esetén működik. A Google Play (korábban Android Market) áruházból beszerezhető, az Android 2.1-es és afölötti verziókra.

### Apple verzió
A Google 2008 augusztusában mutatta be az iPhone-hoz készült Google Translate HTML5-ös webalkalmazást. A hivatalos iPhone appot 2011. február 8-án tették elérhetővé. Beszédinputként 15 nyelvet fogad el, több mint 50 nyelvre képes fordítani. A fordításokat 23 nyelven ki is képes mondani.

### Támogatott nyelvek és szolgáltatások
Alább olvasható a támogatott nyelvek és funkciók listája a szolgáltatás különböző szakaszaiban.

#### Induláskor
- Angol–arab
- Angol–francia
- Angol–német
- Angol–spanyol
- Arab–angol
- Francia–angol
- Német–angol
- Spanyol–angol

#### 2. szakasz
- Angol–portugál
- Portugál–angol

#### 3. szakasz
- Angol–olasz
- Olasz–angol

#### 4. szakasz
- Angol–japán
- Angol–koreai

- Angol–kínai (egyszerűsített kínai)
- Japán–angol
- Koreai–angol
- Kínai–angol (egyszerűsített kínai)

#### 5. szakasz (indult: 2006. április)
- Angol–arab
- Arab–angol

#### 6. szakasz (indult:2006. december)
- Angol–orosz
- Orosz–angol

#### 7. szakasz (indult:2007. február)
- Angol–kínai (hagyományos kínai)
- Kínai–angol (hagyományos kínai)
- Kínai (egyszerűsítettről hagyományosra)
- Kínai (hagyományosról egyszerűsítettre)

#### 8. szakasz (indult: 2007. október)
- Mind a 25 nyelvpárt használja a Google gépi fordítási rendszere.

#### 9. szakasz
- Angol–hindi
- Hindi–angol

#### 10. szakasz (indult: 2008. május)
Ettől a szakasztól kezdve a fordítás bármely lehetséges nyelvpáros között működik. Ha szükséges, az angol nyelvet közbeiktatja a fordításnál.
- bolgár
- cseh
- dán
- finn
- hindi
- horvát
- lengyel
- norvég
- román
- svéd

#### 11. szakasz (indult: 2008. szeptember 25.)
- filippínó
- héber
- indonéz
- katalán
- lett
- litván
- szerb
- szlovák
- szlovén
- ukrán
- vietnámi

#### 12. szakasz (indult: 2009. január 30.)
- albán
- észt
- galíciai
- magyar
- máltai
- török
- thai

#### 13. szakasz (indult: 2009. június 19.)
- perzsa

#### 14. szakasz (indult: 2009. augusztus 24.)
- afrikaans
- belarusz
- izlandi
- ír
- jiddis
- macedón
- maláj
- szuahéli
- walesi

#### 15. szakasz (indult: 2009. november 19.)
A Google Translate már nem béta, stabil verzió lett. A felhasználók választhatják a nem latin betűs nyelvek közül a kínai, japán, koreai, orosz, ukrán, belarusz, bolgár, görög, hindi és thai esetében, hogy latinizálva jelenjen meg a szöveg. Az arab, perzsa és hindi nyelvek esetében arra is képes a rendszer, hogy a felhasználó latin betűkkel beírt transzliterált szövegét átfordítsa a nyelvhez tartozó saját írásrendszerre. Egyes nyelvekhez szövegfelolvasó (text-to-speech) szolgáltatást is indítottak, ezek az angol, olasz, francia és német nyelvek.

#### 16. szakasz (indult: 2010. január 30.)
- haiti kreol

#### 17. szakasz (indult: 2010. április)
- A szövegfelolvasás működik hindi és spanyol nyelven is.

#### 18. szakasz (indult: 2010. május 5.)
- A szövegfelolvasás működik afrikánsz, albán, katalán, kínai (mandarin), horvát, cseh, dán, holland, finn, görög, magyar, izlandi, indonéz, lett, macedón, norvég, lengyel, portugál, román, orosz, szerb, szlovák, szuahéli, török, vietnámi és walesi nyelveken (a felolvasás az eSpeakre épül).

#### 19. szakasz (indult: 2010. május 13.)
- azeri
- baszk
- grúz
- örmény
- urdu

#### 20. szakasz (indult: 2010. június)
Latinizáció az arab nyelvhez is.

#### 21. szakasz (indult: 2010. szeptember)
Fonetikus szövegbevitel az arab, görög, hindi, perzsa, orosz, szerb és urdu nyelvekhez.
- Latin

#### 22. szakasz (indult: 2010. december)
- Az arab nyelv latinizációját eltávolították.
- Helyesírás-ellenőrzés bevezetése.
- Lecserélték húsz nyelv esetében a szövegfelolvasó szolgáltatást az eSpeak technológiájáról a SVOX-éra[5] (cseh, dán, holland, finn, görög, kínai, magyar, norvég, lengyel, portugál, orosz, svéd, török és még néhány). A latin nyelv ugyanazt a beszédszintetizátort használja, mint az olasz.
- Elindul a szövegolvasó szolgáltatás az arab, japán és koreai nyelvekhez.

#### 23. szakasz (indult: 2011. január)
Választani lehet egy szó különböző fordításai között.

#### 24. szakasz (indult: 2011. június)
5 új indiai nyelv (alfa verzió), és egy új transzliterációs beviteli módszer hozzájuk:
- bengáli
- gudzsaráti
- kannada
- tamil
- telugu

## Fordítási módszer
A Google Translate a fordítás során nem a hagyományos, nyelvtaniszabály-alapú analízist alkalmazza, algoritmusai a szöveg statisztikai elemzésén alapulnak. A rendszer eredeti kifejlesztője, Franz Josef Och már korábban kritizálta a szabályalapú megközelítést, az empirikus módszert javasolva. A Google Fordító a statisztikai gépi fordítás elvén működik, pontosabban a 2003-as, gyors gépi fordítási DARPA versenyt megnyerő Och által kifejlesztett módszeren. Jelenleg Och a Google gépi fordítási csoportjának vezetője.
Och szerint egy új nyelvpárhoz használható statisztikai gépi fordítási rendszer előállításához több mint egymillió szóból álló kétnyelvű szövegkorpusz (vagy párhuzamos szöveg) szükséges, továbbá több mint egymilliárd szónyi egynyelvű szöveg. Ezután a szövegből kinyert statisztikai modellek már használhatók a két nyelv közötti fordításhoz.
A hatalmas nyelvi adatmennyiség begyűjtésére a Google ENSZ-dokumentumokat használt. Az ENSZ dokumentumait általában az ENSZ mind a hat hivatalos nyelvén publikálják, így meglehetősen nagy hatnyelvű korpuszt hozva létre.
A Google képviselői szerepet vállaltak japán nyelvi konferenciákon, ahol a kutatóktól kétnyelvű adatokra tettek szert.

### Fordítási hibák és furcsaságok
A Google Fordítóban alkalmazott statisztikai módszertan miatt a lefordított szöveg gyakran értelmetlenségeket, az emberi szem számára azonnal nyilvánvaló hibákat tartalmaz, gyakran felcserélődnek hasonló, de nem azonos jelentésű kifejezések, vagy a teljes mondat jelentése az ellenkezőjére fordul.

#### Példa a fordítás minőségére
Az itt található szövegrészlet az angol szócikk 2009. február 4-i változatának első bekezdésének fordítása:
Eredeti szöveg:
Google Translate is as of January 2009 [update] a beta service provided by Google Inc. to translate a section of text, or a webpage, into another language, with limits to the number of paragraphs, or range of technical terms, translated. For some languages, users are asked for alternate translations such as for technical terms, to be included for future updates to the translation process.
2009. február 4-i fordítás:
Google Translate a januári 2009 [update] a béta szolgáltatást a Google Inc. lefordítani egy része a szöveg, vagy egy weboldal, egy másik nyelvet, amely korlátozza, hogy hány pont, vagy különböző technikai értelemben fordították. Az egyes nyelvek felhasználók a felkért póttagjának fordítások, mint például a technikai feltételek, fel kell venni a jövőbeli frissítések a fordítási folyamatot.
2011. február 12-i fordítás:
A Google Translate az 2009 januárjában [update] a béta szolgáltatást a Google Inc. lefordítani egy része a szöveg, vagy egy weboldal, egy másik nyelvre, és korlátozza a száma, bekezdések, vagy azoknak a technikai feltételek, le van fordítva. Egyes nyelvek, a felhasználók kértek alternatív fordítások, mint például a technikai feltételeket, fel kell venni a jövőbeli frissítések a fordítási folyamat.
2015. december 21-i fordítás:
A Google Fordító január 2009 [Update] egy béta szolgáltatás a Google Inc. lefordítani a szövegrészt, vagy egy webhely, egy másik nyelvre, a maximális számát bekezdések, vagy azoknak a technikai feltételek, fordította. Egyes nyelvek felhasználók arra kérik az alternatív fordítások, mint a szakkifejezések, fel kell venni a jövőbeli frissítések, hogy a fordítási folyamat.
2017. december 28-i fordítás:
A Google Fordító 2009 januárjától kezdődően [update] a Google Inc. béta szolgáltatását, hogy lefordítsa egy szövegrészet vagy egy weboldalt egy másik nyelvre, fordítással a bekezdések számához vagy a technikai feltételek széles skálájához. Néhány nyelv esetében a felhasználóknak alternatív fordításokat kell kérniük, például a technikai kifejezéseket, hogy bekerüljenek a fordítási folyamat jövőbeni frissítései közé.
2018. március 18-i fordítás:
A Google Fordító 2009 januárjától kezdődően [frissítés] a Google Inc. béta szolgáltatását, hogy lefordítsa egy szövegrészet vagy egy weboldalt egy másik nyelvre, korlátozva a bekezdések számát vagy a technikai kifejezések skáláját, lefordítva. Néhány nyelv esetében a felhasználóknak alternatív fordításokat kell kérniük, például a technikai kifejezéseket, hogy szerepeljenek a fordítási folyamat jövőbeni frissítéseihez.
2020. június 8-i fordítás:
A Google Translate 2009 januárjától a Google Inc. által nyújtott béta szolgáltatás frissítése [frissítés] a szöveg egy részének vagy egy weboldalnak egy másik nyelvre történő fordításához, korlátozva a bekezdések számát vagy a műszaki kifejezések tartományát. Bizonyos nyelvek esetében a felhasználókat alternatív fordításokra kérik, például a technikai kifejezésekhez, hogy a fordítási folyamat későbbi frissítéseihez bekerüljenek.
2021. július 16-i fordítás:
A Google Fordító 2009 januárjától egy béta szolgáltatás, amelyet a Google Inc. nyújt, hogy egy szövegrészt vagy weboldalt más nyelvre fordítson, korlátozva a bekezdések számát vagy a lefordított szakkifejezéseket. Bizonyos nyelvek esetében a felhasználókat alternatív fordításokra, például szakkifejezésekre kérik, hogy vegyék fel őket a fordítási folyamat jövőbeni frissítéséhez.
2023. június 7-i fordítás:
A Google Fordító 2009 januárja óta [frissítés] a Google Inc. által nyújtott béta szolgáltatás, amellyel egy szövegrészletet vagy egy weboldalt más nyelvre fordíthat le, a bekezdések számának vagy a lefordított szakkifejezések körének korlátozásával. Egyes nyelvek esetében a felhasználókat alternatív fordításokra, például a szakkifejezésekre kérik, amelyeket a fordítási folyamat jövőbeli frissítéseihez mellékelni kell.
2025. augusztus 15-i fordítás:
A Google Fordító 2009 januárja óta [frissítés] a Google Inc. által nyújtott béta szolgáltatás, amely szövegrészeket vagy weboldalakat fordít le egy másik nyelvre, korlátozott bekezdések számával vagy a lefordítható szakkifejezések körével. Egyes nyelvek esetében a felhasználóktól alternatív fordításokat kérnek, például szakkifejezések esetében, hogy a fordítási folyamat jövőbeli frissítéseihez azokat is be lehessen illeszteni.

## Lásd még
- DeepL Translator